# Combined Task Force 151
La Combined Task Force 151 ou CTF-151 ou Combined Task Force One Five One est une force opérationnelle navale basée sur une coalition multinationale opérationnelle, force créée en réponse aux attaques pirates autour de la Corne de l'Afrique.
La CTF-151 opère dans le golfe d'Aden et au larges des côtes Est de la Somalie sur une superficie d'environ 2 600 000 km2.

## Mission
La CTF-151 est une force multinationale créée en janvier 2009 pour mener des opérations de lutte contre la piraterie avec un mandat de la Combined Maritime Forces (en) (CMF) pour activement dissuader, perturber et supprimer la piraterie afin de garantir la sécurité maritime et la liberté de navigation au profit de toutes les nations.

## Commandement
La CTF-151 a déjà été commandée par l'U.S. Navy, la Marine de la république de Corée, la Marine de Singapour et la Marine turque. Le commandement, composé de personnels de plusieurs pays de la coalition, dirige les opérations à bord du ROKS Kang Gamchan, un Classe Chungmugong Yi Sun-sin.
Liste des commandants :
- Contre-amiral Sinan ERTUĞRUL, Marine turque
- Contre-amiral Lee Beom-rim, Marine de la république de Corée
- Contre-amiral Bernard Miranda, Marine de Singapour
- Contre-amiral Terence E. McKnight (en), United States Navy
- Contre-amiral Michelle J. Howard, United States Navy
- Contre-amiral Caner Bener, Marine turque
- Contre-amiral Scott E. Sanders, United States Navy

Le contre-amiral Harris Chan Weng Yip de la Marine de Singapour commande en 2011 la CTF-151.

## Histoire
Entre 2002 et 2004, la lutte contre le terrorisme dans cette zone est déjà confiée à la Combined Task Force 150.
Le 8 janvier 2009, depuis le quartier général de la Cinquième flotte américaine à Manama, le vice admiral William E. Gortney (en), USN, annonce la formation de la CTF 151 pour combattre la piraterie au large de la Somalie avec comme commandant le contre-amiral Terence E. McKnight (en). L'USS San Antonio (LPD-17) est choisi comme premier navire amiral de la Combined Task Force 151, il sert de afloat forward staging base (AFSB) pour :
- les 14 membres de l'équipe Visit, Board, Search, and Seizure (en) de l'US Navy[2],[3].
- les 8 membres du Law Enforcement Detachments (en) des US Coast Guard[2],[3].
- le peloton Scout Sniper (en), le 2e bataillon du 6e régiment de Marines, le 26th Marine Expeditionary Unit (en) depuis l'USS Iwo Jima (LHD-7)[2].
- le 3rd platoon of the 26 MEU 'Golf' Infantry Company, un détachement de la police militaire et du personnel de renseignement[3].
- le Fleet Surgical Team 8 avec des capacités médicales de niveau 2 permettant de gérer les traumas, la chirurgie, les situations médicales critiques et les évacuations médicales[3].
- environ 75 Marines avec six AH-1W Super Cobra (en) et deux UH-1N Huey du Marine Medium Helicopter Squadron 264 (HMM-264) (en) du 26th MEU cross-decked depuis l'USS Iwo Jima[4].
- trois hélicoptères HH-60H du Helicopter Anti-Submarine Squadron 3 (HS-3) depuis l'USS Theodore Roosevelt (CVN-71)[3],[5].

Au départ le CTF-151 était constitué du San Antonio, de l'USS Mahan (DDG-72) et du HMS Portland (F79) avec d'autres navires devant rejoindre par la suite la force. Vingt pays doivent contribuer à la force dont la Corée du Sud, le Canada, le Danemark, la France, les Pays-Bas, le Pakistan, Singapour et le Royaume-Uni.
La Corée du Sud a contribué au CTF-151 avec l'Unité Cheonghae qui a rejoint la force le 3 mars 2009. L'Unité Cheonghae utilise un Classe Chungmugong Yi Sun-sin, un des destroyers les plus modernes, transportant un hélicoptère Lynx Mk.99A.
Le 5 avril 2009 le contre-amiral Michelle J. Howard, de l'U.S.Navy, prend le commandement de la CTF-151 et du Expeditionary Strike Group 2.
Le 29 mai 2009 le Gouvernement de l'Australie rejoint la force avec le navire HMAS Warramunga.

## Navires

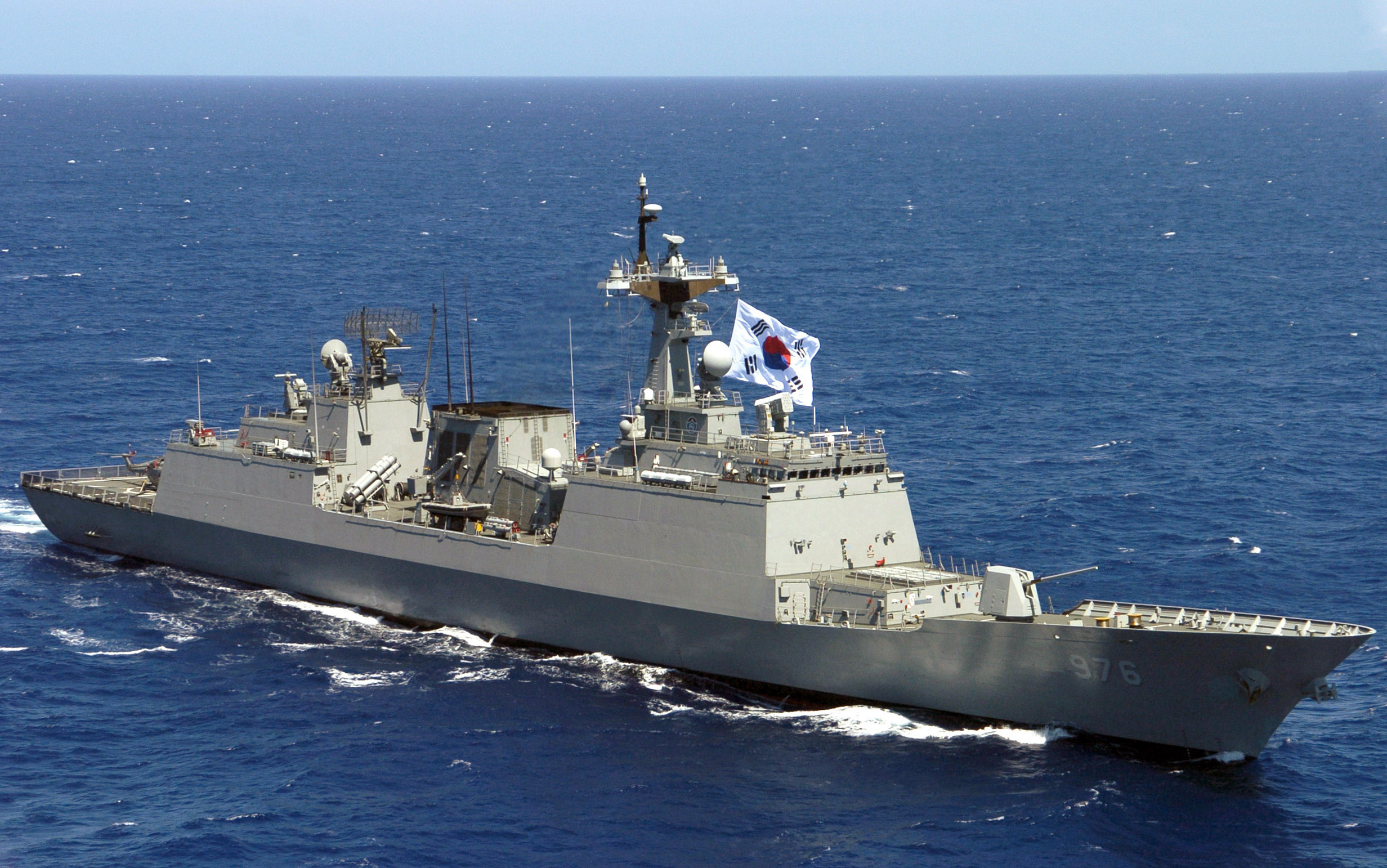
Classe Chungmugong Yi Sun-sin de la Marine de la république de Corée
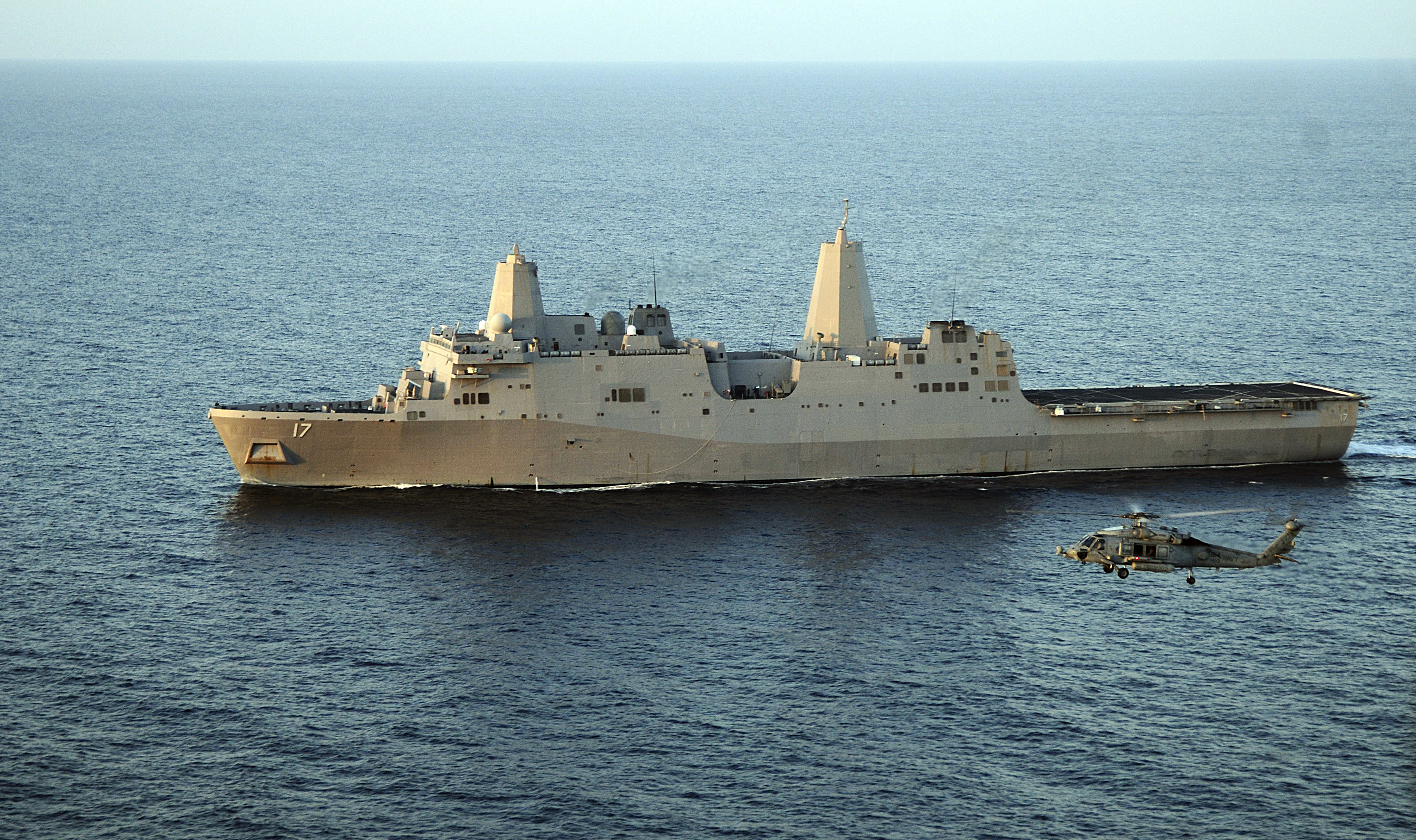
USS San Antonio (LPD-17)
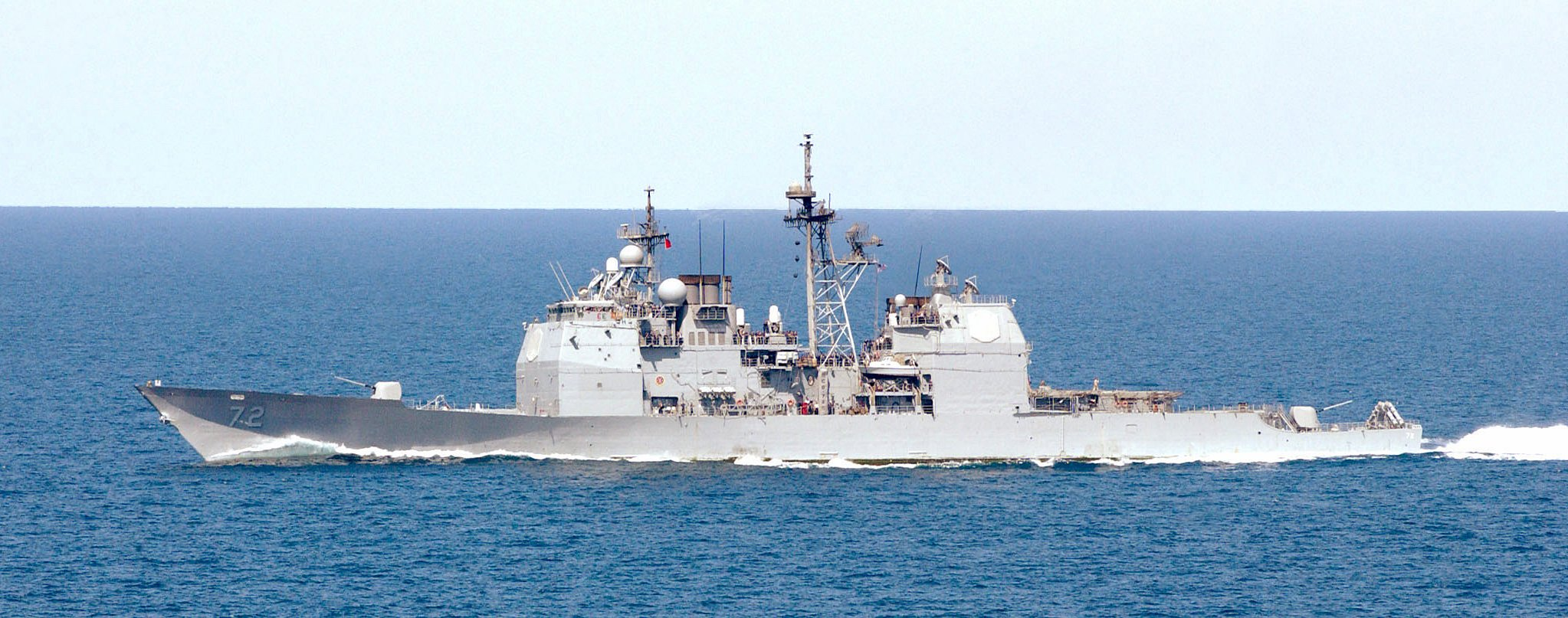
USS Vella Gulf (CG-72)
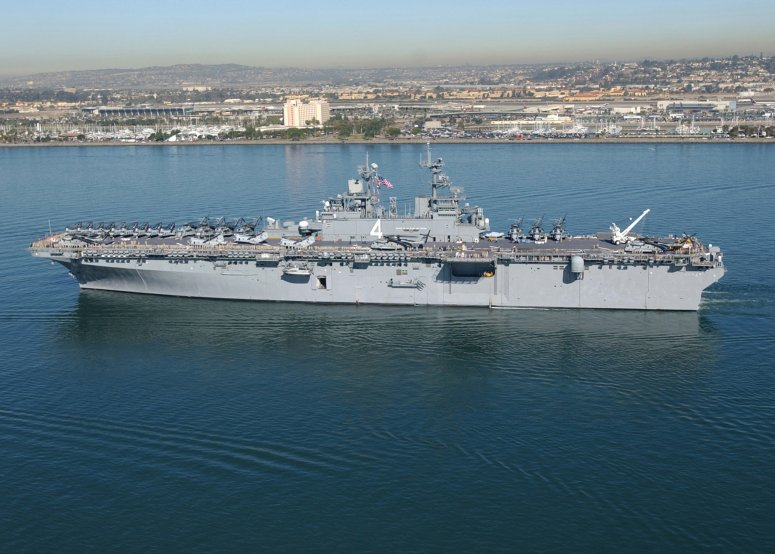
USS Boxer (LHD-4)
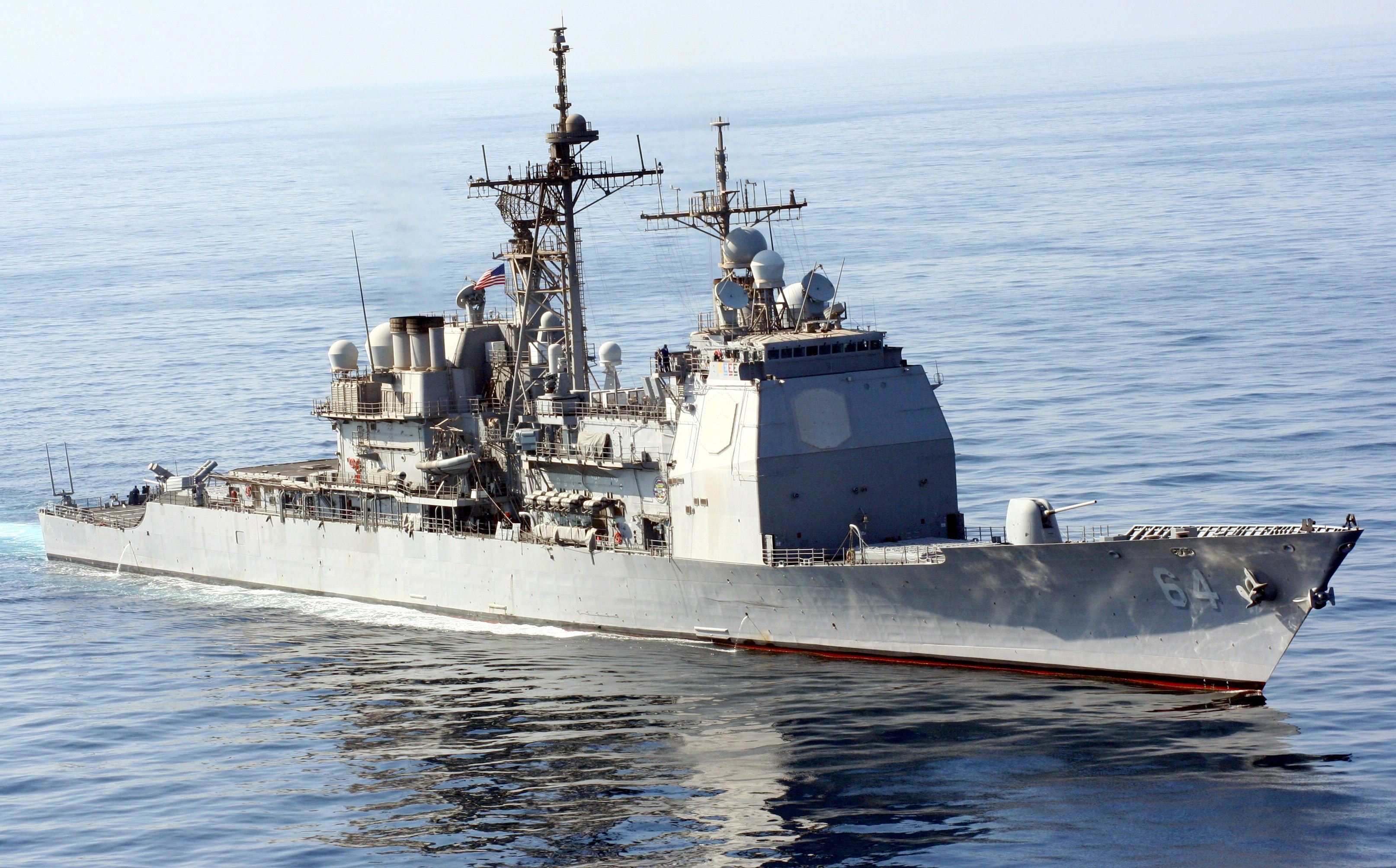
USS Gettysburg (CG-64)
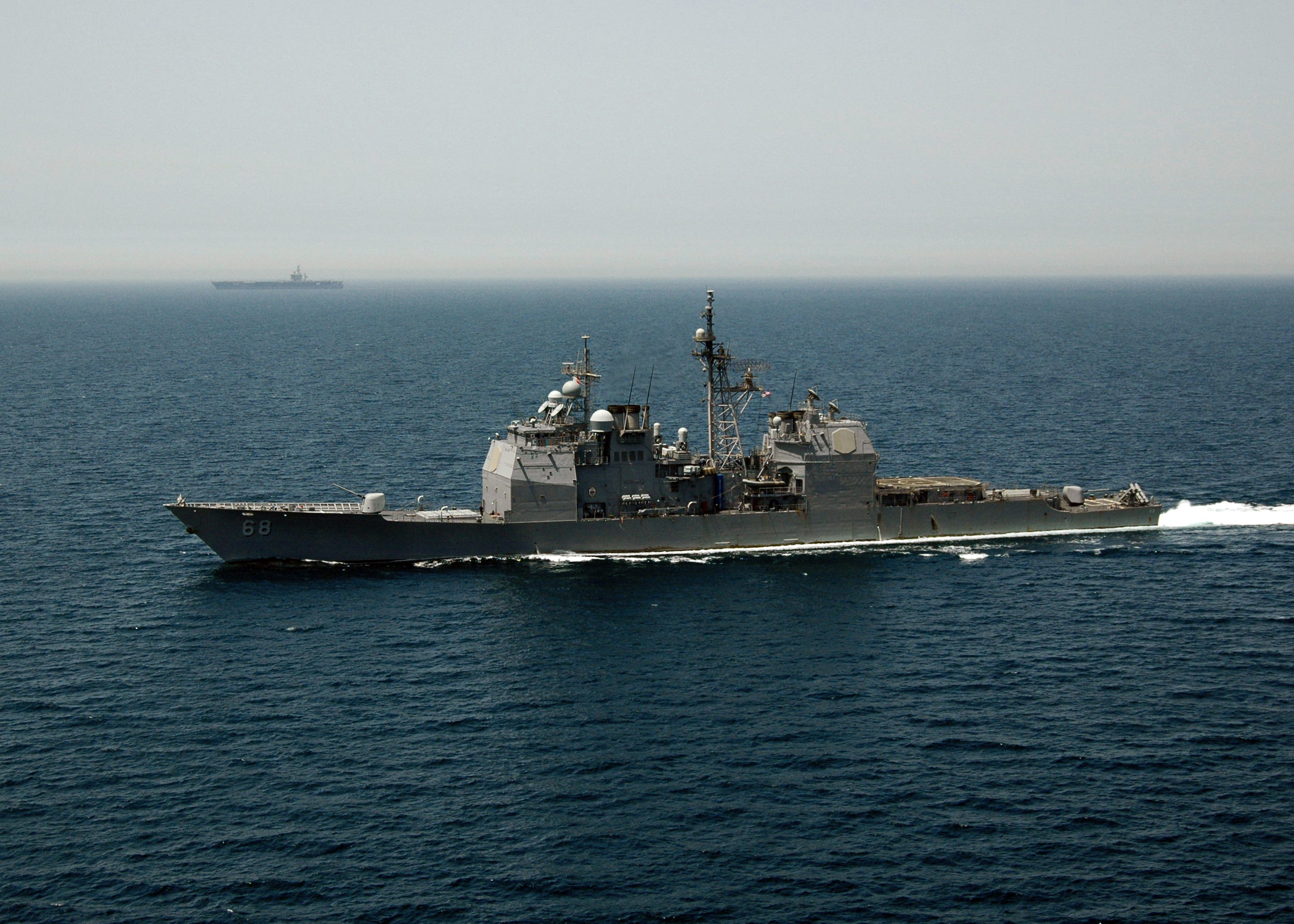
USS Anzio (CG-68)
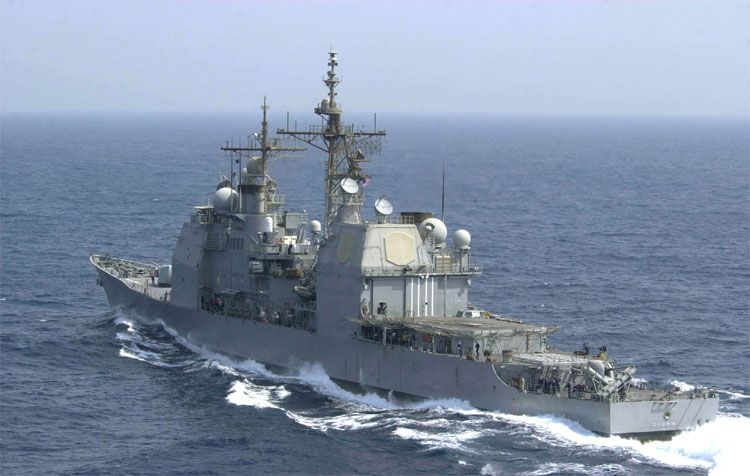
USS Chosin (CG-65)